# Callidrepana
Callidrepana is een geslacht van vlinders van de familie eenstaartjes (Drepanidae).

## Soorten
- C. amaura (Warren, 1901)
- C. argyrobapta (Gaede, 1914)
- C. macnultyi Watson, 1965
- C. serena Watson, 1965